# La Boissière (Eure)
La Boissière település Franciaországban, Eure megyében. Lakosainak száma 261 fő (2022. január 1.). La Boissière Boisset-les-Prévanches, Bretagnolles, Épieds, Merey és Le Plessis-Hébert községekkel határos.

## Népesség
A település népességének változása:
| Lakosok száma | 101  | 121  | 176  | 256  | 271  | 274  | 273  | 266  | 262  | 261  |
|               | 1968 | 1982 | 1990 | 2006 | 2013 | 2015 | 2017 | 2019 | 2020 | 2022 |